# Initiative populaire « Sécurité du logement à la retraite »
L'initiative populaire « Sécurité du logement à la retraite » est une initiative populaire suisse, rejetée par le peuple et les cantons le 23 septembre 2012.

## Contenu
L'initiative propose d'ajouter un article 108b à la Constitution fédérale offrant la possibilité aux propriétaires de choisir, lors de leur arrivée à la retraite, « de décider à titre définitif que la valeur locative propre de ce logement ne sera plus soumise à l'impôt sur le revenu à leur lieu de domicile », renonçant ainsi en parallèle à plusieurs déductions fiscales.
Le texte complet de l'initiative peut être consulté sur le site de la Chancellerie fédérale.

## Déroulement

### Contexte historique
La Suisse, malgré une augmentation de près de 6 % en 10 ans, connait cependant un taux de propriétaires bien plus faible (environ 40 % en 2012) que les pays voisins. Cette situation s'explique principalement par le montant de 20 % de fonds propres au minimum que les acquéreurs doivent apporter au moment de l'achat d'un bien immobilier. Afin de faciliter l’accession à la propriété, les initiants déposent simultanément, en 2008 deux initiatives parallèles : cette initiative qui offre la possibilité aux propriétaires arrivant à l'âge de la retraite de cesser de payer l'impôt sur la valeur locative de leur bien, ainsi qu'une seconde initiative demandant la création d'un système d'épargne-logement bénéficiant d'un allègement d'impôts sur le modèle d'une loi équivalente existant depuis plus de 18 ans dans le canton de Bâle-Campagne et refusée en votation le 17 juin 2012.
Ces deux initiatives sont précédées de quelques mois d'une Initiative sur l'épargne-logement qui propose la mise en place de plusieurs mesures complémentaires (épargne-logement, épargne-logement énergie et exonération de l'impôt des primes
d'épargne-logement). Cette dernière sera refusée en votation populaire le 11 mars 2012.

### Récolte des signatures et dépôt de l'initiative
La récolte des 100 000 signatures nécessaires a débuté le 7 juillet 2007. Le 23 janvier 2009, l'initiative a été déposée à la chancellerie fédérale qui l'a déclarée valide le 17 mars.

### Discussions et recommandations des autorités
Tant le Conseil fédéral que le parlement recommandent le rejet de cette initiative. Dans son message aux Chambres fédérales, le Conseil fédéral avance que l'exonération possible offerte aux retraités provoquerait une inégalité de traitement à la fois envers les locataires et les propriétaires de logements n'ayant pas atteint l'âge de la retraite. Il oppose cependant un contre-projet indirect à cette initiative, en proposant la suppression générale de l'impôt sur la valeur locative.
Les recommandations de vote des partis politiques sont les suivantes : 
| Parti politique              | Recommandation |
| ---------------------------- | -------------- |
| Parti bourgeois-démocratique | non            |
| Parti chrétien-social        | non            |
| Parti démocrate-chrétien     | non            |
| Parti socialiste             | non            |
| Vert'libéraux                | non            |
| Les Libéraux-Radicaux        | non            |
| Union démocratique du centre | oui            |
| Les Verts                    | non            |

### Votation
Soumise à la votation le 23 septembre 2012, l'initiative est refusée par 11 5/2 cantons et par 52,6 % des suffrages exprimés. Le tableau ci-dessous détaille les résultats par cantons pour ce vote :